# Liste der World Trade Center
Die Liste der World Trade Center beinhaltet eine Auflistung aller World Trade Center weltweit. Gebäude oder Gebäudekomplexe werden als World Trade Center bezeichnet, wenn sie ausschließlich oder teilweise der World Trade Centers Association (WTCA) dienen oder von selbiger zur Förderung des internationalen Handels betrieben werden. Diese Gebäude dienen meist ausschließlich Bürozwecken, wobei diese auch oft von anderen Unternehmen gemietet werden. World Trade Center können aber auch Einkaufsmöglichkeiten, Restaurants oder als Aussichtsplattform dem Tourismus dienen.

## Auflistung aller World Trade Center
| Land                         | Stadt                      | Name                                                  | Bemerkung                                                                      |
| ---------------------------- | -------------------------- | ----------------------------------------------------- | ------------------------------------------------------------------------------ |
| Afghanistan                  | Kabul                      | World Trade Center Kabul                              |                                                                                |
| Ägypten                      | Kairo                      | World Trade Center Kairo                              |                                                                                |
| Algerien                     | Algier                     | World Trade Center Algerien                           |                                                                                |
| Angola                       | Luanda                     | World Trade Centre Angola                             | in Planung                                                                     |
| Argentinien                  | Buenos Aires               | World Trade Center Buenos Aires                       |                                                                                |
| Argentinien                  | Rosario                    | World Trade Center Rosario                            |                                                                                |
| Australien                   | Brisbane                   | World Trade Center Brisbane                           |                                                                                |
| Australien                   | Melbourne                  | World Trade Center Melbourne                          | Häufiger als WTC Wharf bezeichnet                                              |
| Bahrain                      | Manama                     | Bahrain World Trade Center                            | bekannt durch jeweils 1 Windradturbine an den 3 Querbrücken der Zwillingstürme |
| Bangladesch                  | Chittagong                 | World Trade Center Chittagong                         |                                                                                |
| Belgien                      | Antwerpen                  | World Trade Center Antwerpen Flanders                 |                                                                                |
| Belgien                      | Brüssel                    | World Trade Center Brüssel                            |                                                                                |
| Belgien                      | Gent                       | World Trade Center International Club of Flanders     |                                                                                |
| Brasilien                    | Belo Horizonte             | World Trade Center Belo Horizonte                     |                                                                                |
| Brasilien                    | Cuiabá                     | Cuiabá World Trade Center                             |                                                                                |
| Brasilien                    | Curitiba                   | World Trade Center Curitiba                           |                                                                                |
| Brasilien                    | Fortaleza                  | World Trade Center Fortaleza                          |                                                                                |
| Brasilien                    | Goiânia                    | World Trade Center Goiânia-Downtown                   |                                                                                |
| Brasilien                    | Contagem                   | Contagem World Trade Center                           |                                                                                |
| Brasilien                    | Manaus                     | Amazon World Trade Center Manaus                      |                                                                                |
| Brasilien                    | Osasco                     | World Trade Center Osasco                             |                                                                                |
| Brasilien                    | Porto Alegre               | World Trade Center Porto Alegre                       |                                                                                |
| Brasilien                    | Recife                     | Millenium World Trade Center Recife                   |                                                                                |
| Brasilien                    | Rio de Janeiro             | World Trade Center Rio                                |                                                                                |
| Brasilien                    | São José dos Campos        | World Trade Center São José dos Campos                |                                                                                |
| Brasilien                    | São Paulo                  | SP International World Trade Center                   |                                                                                |
| Brasilien                    | Uberlândia                 | Uberlândia City World Trade Center                    |                                                                                |
| Bulgarien                    | Sofia                      | Bulgarian Chamber of Commerce and Industry            |                                                                                |
| Bulgarien                    | Sofia                      | Interpred World Trade Center Sofia                    |                                                                                |
| Chile                        | Santiago de Chile          | World Trade Center Santiago                           |                                                                                |
| Republik China (Taiwan)      | Kaohsiung                  | World Trade Center Kaohsiung                          |                                                                                |
| Republik China (Taiwan)      | Taichung                   | World Trade Center Taichung                           |                                                                                |
| Republik China (Taiwan)      | Taipeh                     | World Trade Center Taipeh                             |                                                                                |
| Republik China (Taiwan)      | Yongkang                   | World Trade Center Yongkang                           |                                                                                |
| Volksrepublik China          | Anyang                     | World Trade Center Anyang                             |                                                                                |
| Volksrepublik China          | Bengbu                     | World Trade Center Bengbu                             |                                                                                |
| Volksrepublik China          | Binzhou                    | World Trade Center Binzhou                            |                                                                                |
| Volksrepublik China          | Changchun                  | World Trade Center Changchun                          |                                                                                |
| Volksrepublik China          | Changsha                   | World Trade Center Changsha                           |                                                                                |
| Volksrepublik China          | Changzhou                  | World Trade Center Changzhou                          |                                                                                |
| Volksrepublik China          | Chengdu                    | World Trade Center Chengdu                            |                                                                                |
| Volksrepublik China          | Chongqing                  | Chongqing World Trade Center                          |                                                                                |
| Volksrepublik China          | Dandong                    | World Trade Center Dandong                            |                                                                                |
| Volksrepublik China          | Guangzhou                  | World Trade Center Guangzhou                          |                                                                                |
| Volksrepublik China          | Haikou                     | World Trade Center Haikou                             |                                                                                |
| Volksrepublik China          | Hangzhou                   | World Trade Center Hangzhou                           |                                                                                |
| Volksrepublik China          | Hefei                      | World Trade Center Hefei                              |                                                                                |
| Volksrepublik China          | Hongkong                   | World Trade Center Hong Kong Airport                  |                                                                                |
| Volksrepublik China          | Hongkong                   | World Trade Centre Club Hong Kong                     |                                                                                |
| Volksrepublik China          | Hongkong                   | World Trade Centre Hong Kong                          |                                                                                |
| Volksrepublik China          | Jiaxing                    | World Trade Center Jiaxing                            |                                                                                |
| Volksrepublik China          | Kunming                    | World Trade Center Kunming                            |                                                                                |
| Volksrepublik China          | Macau                      | World Trade Center Macau                              |                                                                                |
| Volksrepublik China          | Nanjing                    | World Trade Center Nanjing                            |                                                                                |
| Volksrepublik China          | Nansha                     | World Trade Center Pearl River                        |                                                                                |
| Volksrepublik China          | Ordos                      | World Trade Center Ordos                              |                                                                                |
| Volksrepublik China          | Peking                     | China World Trade Center                              |                                                                                |
| Volksrepublik China          | Peking                     | World Trade Center Peking                             |                                                                                |
| Volksrepublik China          | Qingdao                    | World Trade Center Qingdao                            |                                                                                |
| Volksrepublik China          | Quanzhou                   | Quanzhou World Trade Center                           |                                                                                |
| Volksrepublik China          | Shanghai                   | World Trade Center Shanghai                           |                                                                                |
| Volksrepublik China          | Shenyang                   | World Trade Center Shenyang                           |                                                                                |
| Volksrepublik China          | Shenzhen                   | China Merchants Bank Tower                            | auch bekannt als Shenzhen World Trade Centre                                   |
| Volksrepublik China          | Tianjin                    | World Trade Center Tianjin                            |                                                                                |
| Volksrepublik China          | Wenzhou                    | Wenzhou Trade Center                                  |                                                                                |
| Volksrepublik China          | Wuhan                      | World Trade Center Wuhan                              |                                                                                |
| Volksrepublik China          | Wuxi                       | World Trade Center Wuxi                               |                                                                                |
| Volksrepublik China          | Xi’an                      | World Trade Center Xi’an                              |                                                                                |
| Volksrepublik China          | Xuzhou                     | World Trade Center Xuzhou                             |                                                                                |
| Volksrepublik China          | Yancheng                   | World Trade Center Yancheng                           |                                                                                |
| Volksrepublik China          | Yiwu                       | World Trade Center Yiwu                               |                                                                                |
| Volksrepublik China          | Zhangjiagang               | World Trade Center Zhangjiagang                       |                                                                                |
| Volksrepublik China          | Zhejiang                   | World Trade Center Zhejiang                           |                                                                                |
| Volksrepublik China          | Zhengzhou                  | World Trade Center Zhengzhou                          |                                                                                |
| Volksrepublik China          | Zibo                       | World Trade Center Zibo                               |                                                                                |
| Costa Rica                   | San José                   | World Trade Center San José                           |                                                                                |
| Curaçao                      | Curaçao                    | World Trade Center Curaçao                            |                                                                                |
| Dänemark                     | Kopenhagen                 | World Trade Center Kopenhagen                         |                                                                                |
| Deutschland                  | Bremen                     | World Trade Center Bremen                             |                                                                                |
| Deutschland                  | Dresden                    | World Trade Center Dresden                            |                                                                                |
| Deutschland                  | Düsseldorf                 | World Trade Center Düsseldorf                         |                                                                                |
| Deutschland                  | Frankfurt (Oder)           | World Trade Center Frankfurt                          |                                                                                |
| Deutschland                  | Hamburg                    | World Trade Center Hamburg                            |                                                                                |
| Deutschland                  | Köln                       | World Trade Center Köln                               |                                                                                |
| Deutschland                  | Rostock                    | World Trade Center Rostock                            |                                                                                |
| Deutschland                  | Stuttgart                  | World Trade Center Stuttgart                          |                                                                                |
| Ecuador                      | Guayaquil                  | World Trade Center Guayaquil                          |                                                                                |
| Ecuador                      | Quito                      | World Trade Center Quito                              |                                                                                |
| El Salvador                  | San Salvador               | World Trade Center San Salvador                       |                                                                                |
| Estland                      | Tallinn                    | World Trade Center Tallinn                            |                                                                                |
| Finnland                     | Helsinki                   | World Trade Center Helsinki                           |                                                                                |
| Finnland                     | Turku                      | World Trade Center Turku                              |                                                                                |
| Finnland                     | Vantaa                     | World Trade Center Helsinki Airport                   |                                                                                |
| Frankreich                   | Bordeaux                   | World Trade Center Bordeaux                           |                                                                                |
| Frankreich                   | Grenoble                   | World Trade Center Grenoble                           |                                                                                |
| Frankreich                   | Le Havre                   | World Trade Center Le Havre                           |                                                                                |
| Frankreich                   | Lille                      | World Trade Center Lille                              |                                                                                |
| Frankreich                   | Lyon                       | World Trade Center Lyon                               |                                                                                |
| Frankreich                   | Marseille                  | World Trade Center Larseille                          |                                                                                |
| Frankreich                   | Metz                       | World Trade Center Metz-Saarbrücken                   |                                                                                |
| Frankreich                   | Nantes                     | World Trade Center Nantes                             |                                                                                |
| Frankreich                   | Nizza                      | World Trade Center Nizza                              |                                                                                |
| Frankreich                   | Paris                      | World Trade Center Paris                              |                                                                                |
| Frankreich                   | Poitiers                   | World Trade Center Poitiers                           |                                                                                |
| Frankreich                   | Rennes                     | World Trade Center Rennes                             |                                                                                |
| Frankreich                   | Straßburg                  | World Trade Center Strasbourg                         |                                                                                |
| Ghana                        | Accra                      | World Trade Center Accra                              |                                                                                |
| Gibraltar                    | Gibraltar                  | World Trade Center Gibraltar                          |                                                                                |
| Griechenland                 | Athen                      | World Trade Center Athen                              |                                                                                |
| Griechenland                 | Thessaloniki               | World Trade Center Thessaloniki                       |                                                                                |
| Großbritannien               | Belfast                    | World Trade Center Belfast                            |                                                                                |
| Großbritannien               | Edinburgh                  | World Trade Center Edinburgh                          |                                                                                |
| Großbritannien               | Glasgow                    | World Trade Center Glasgow                            |                                                                                |
| Großbritannien               | Kingston upon Hull         | World Trade Center Hull & Humber                      |                                                                                |
| Großbritannien               | London                     | World Trade Center London                             |                                                                                |
| Großbritannien               | Milton Keynes              | World Trade Center Milton Keynes                      |                                                                                |
| Großbritannien               | Southampton                | World Trade Center Southampton                        |                                                                                |
| Honduras                     | San Pedro Sula             | World Trade Center San Pedro Sula                     |                                                                                |
| Indien                       | Bangalore                  | World Trade Center Bangalore                          |                                                                                |
| Indien                       | Bhubaneswar                | World Trade Center Bhubaneswar                        |                                                                                |
| Indien                       | Cochin                     | World Trade Center Cochin                             |                                                                                |
| Indien                       | Neu-Delhi                  | World Trade Center Delhi                              |                                                                                |
| Indien                       | Goa                        | World Trade Center Goa                                |                                                                                |
| Indien                       | Hyderabad                  | World Trade Center Hyderabad                          |                                                                                |
| Indien                       | Jaipur                     | World Trade Center Jaipur                             |                                                                                |
| Indien                       | Kolkata                    | World Trade Center Kolkata                            |                                                                                |
| Indien                       | Madras                     | World Trade Center Madras                             |                                                                                |
| Indien                       | Manesar                    | World Trade Center Manesar                            |                                                                                |
| Indien                       | Mumbai                     | World Trade Center Mumbai                             |                                                                                |
| Indien                       | Noida                      | World Trade Center Noida                              |                                                                                |
| Indien                       | Pune                       | World Trade Center Pune                               |                                                                                |
| Indonesien                   | Jakarta                    | World Trade Center Jakarta                            |                                                                                |
| Indonesien                   | Surabaya                   | World Trade Center Surabaya                           |                                                                                |
| Irak                         | Erbil                      | World Trade Center Arbil                              |                                                                                |
| Irak                         | Bagdad                     | World Trade Center Bagdad                             |                                                                                |
| Irak                         | Basra                      | World Trade Center Basra                              |                                                                                |
| Irland                       | Dublin                     | World Trade Center Dublin                             |                                                                                |
| Israel                       | Tel-Aviv                   | World Trade Center Tel-Aviv                           |                                                                                |
| Italien                      | Brescia                    | World Trade Center Brescia                            |                                                                                |
| Italien                      | Genua                      | World Trade Center Genua                              |                                                                                |
| Italien                      | Mailand                    | World Trade Center Mailand                            |                                                                                |
| Italien                      | Mailand                    | World Trade Center Malpensa                           |                                                                                |
| Italien                      | Messina                    | World Trade Center Messina                            |                                                                                |
| Italien                      | Modena                     | World Trade Center Modena                             |                                                                                |
| Italien                      | Pescara                    | World Trade Center Pescara                            |                                                                                |
| Italien                      | Rom                        | World Trade Center Rom                                |                                                                                |
| Italien                      | Salsomaggiore              | World Trade Center Salsomaggiore                      |                                                                                |
| Italien                      | Triest                     | World Trade Center Triest                             |                                                                                |
| Italien                      | Verona                     | World Trade Center Verona                             |                                                                                |
| Japan                        | Okinawa                    | World Trade Center Okinawa                            |                                                                                |
| Japan                        | Osaka                      | Osaka Prefectural Government Sakishima Building       | bis 2010 auch häufig als World Trade Center bezeichnet                         |
| Japan                        | Tokio                      | World Trade Center Tokio                              |                                                                                |
| Jemen                        | Sana'a                     | World Trade Center Sana'a                             |                                                                                |
| Jordanien                    | Amman                      | World Trade Center Amman                              |                                                                                |
| Jordanien                    | Aqaba                      | World Trade Center Aqaba                              |                                                                                |
| Jordanien                    | Totes Meer                 | World Trade Center am Toten Meer                      |                                                                                |
| Kanada                       | Edmonton                   | World Trade Center Edmonton                           |                                                                                |
| Kanada                       | Halifax                    | World Trade Center Atlantic Canada Halifax            |                                                                                |
| Kanada                       | Montreal                   | World Trade Center Montreal                           |                                                                                |
| Kanada                       | Toronto                    | World Trade Center Toronto                            |                                                                                |
| Kanada                       | Vancouver                  | Canada Place                                          |                                                                                |
| Kanada                       | Winnipeg                   | World Trade Center Winnipeg                           |                                                                                |
| Kanarische Inseln            | Santa Cruz de Tenerife     | World Trade Center Teneriffa                          |                                                                                |
| Kap Verde                    | Praia                      | World Trade Center Praia                              |                                                                                |
| Kasachstan                   | Almaty                     | World Trade Center Almaty                             |                                                                                |
| Kasachstan                   | Astana                     | World Trade Center Astana                             |                                                                                |
| Katar                        | Doha                       | World Trade Center Doha                               |                                                                                |
| Kolumbien                    | Barranquilla               | World Trade Center Barranquilla                       |                                                                                |
| Kolumbien                    | Bogotá                     | World Trade Center Bogotá                             |                                                                                |
| Kolumbien                    | Cali                       | World Trade Center Cali                               |                                                                                |
| Kolumbien                    | Cartagena                  | World Trade Center Cartagena                          |                                                                                |
| Kolumbien                    | Ibagué                     | World Trade Center Ibagué                             |                                                                                |
| Kosovo                       | Pristina                   | World Trade Center Pristina                           |                                                                                |
| Kroatien                     | Zagreb                     | World Trade Center Zagreb                             |                                                                                |
| Kuba                         | Havanna                    | World Trade Center Havanna                            |                                                                                |
| Kuwait                       | Kuwait                     | World Trade Center Kuwait                             |                                                                                |
| Lettland                     | Riga                       | World Trade Center Riga                               |                                                                                |
| Libanon                      | Beirut                     | World Trade Center Beirut                             |                                                                                |
| Libyen                       | Bengasi                    | World Trade Center Benghasi                           |                                                                                |
| Libyen                       | Tripolis                   | World Trade Center Tripolis                           |                                                                                |
| Litauen                      | Vilnius                    | World Trade Center Vilnius                            |                                                                                |
| Luxemburg                    | Luxemburg                  | World Trade Center Luxemburg                          |                                                                                |
| Madagaskar                   | Antananarivo               | World Trade Center Tana                               |                                                                                |
| Malaysia                     | Kuala Lumpur               | Putra World Trade Center                              |                                                                                |
| Malaysia                     | Penang                     | World Trade Center Penang                             |                                                                                |
| Malta                        | Valletta                   | World Trade Center Malta                              |                                                                                |
| Marokko                      | Casablanca                 | World Trade Center Casablanca                         |                                                                                |
| Mauritius                    | Port Louis                 | World Trade Center Port Louis                         |                                                                                |
| Mexiko                       | Cancún                     | World Trade Center Cancún                             |                                                                                |
| Mexiko                       | Cuernavaca                 | World Trade Center Cuernavaca                         |                                                                                |
| Mexiko                       | Culiacán                   | World Trade Center Culiacán                           |                                                                                |
| Mexiko                       | Guadalajara                | World Trade Center Guadalajara                        |                                                                                |
| Mexiko                       | Ciudad Juárez              | World Trade Center Juarez/El Paso                     |                                                                                |
| Mexiko                       | Mexiko-Stadt               | World Trade Center Ciudad de México                   |                                                                                |
| Mexiko                       | Monterrey                  | World Trade Center Monterrey                          |                                                                                |
| Mexiko                       | Santiago de Querétaro      | World Trade Center Querétaro                          |                                                                                |
| Mexiko                       | San Luis Potosi            | World Trade Center San Luis Potisi                    |                                                                                |
| Mexiko                       | Tijuana                    | World Trade Center Tijuana                            |                                                                                |
| Mexiko                       | Toluca                     | World Trade Center Toluca                             |                                                                                |
| Mexiko                       | Veracruz                   | World Trade Center Veracruz                           |                                                                                |
| Monaco                       | Monte Carlo                | World Trade Center Monte Carlo                        |                                                                                |
| Mongolei                     | Ulaanbaatar                | World Trade Center Ulaanbaatar                        |                                                                                |
| Montenegro                   | Podgorica                  | World Trade Center Podgorica                          |                                                                                |
| Niederlande                  | Almere                     | World Trade Center Almere                             |                                                                                |
| Niederlande                  | Amsterdam                  | World Trade Center Amsterdam                          |                                                                                |
| Niederlande                  | Amsterdam                  | World Trade Center Schiphol                           |                                                                                |
| Niederlande                  | Arnhem                     | World Trade Center Arnhem                             |                                                                                |
| Niederlande                  | Breda                      | World Trade Center Breda                              |                                                                                |
| Niederlande                  | Den Haag                   | World Trade Center Den Haag                           |                                                                                |
| Niederlande                  | Eindhoven                  | World Trade Center Eindhoven                          |                                                                                |
| Niederlande                  | Heerlen                    | World Trade Center Heerlen/Aachen                     |                                                                                |
| Niederlande                  | Leeuwarden                 | World Trade Center Leeuwarden                         |                                                                                |
| Niederlande                  | Rotterdam                  | World Trade Center Rotterdam                          | auch Beurs-World Trade Center                                                  |
| Niederlande                  | Twente                     | World Trade Center Twente                             |                                                                                |
| Niederlande                  | Utrecht                    | World Trade Center Utrecht                            |                                                                                |
| Niederlande                  | Venlo                      | World Trade Center Venlo                              |                                                                                |
| Nicaragua                    | Managua                    | World Trade Center Managua                            |                                                                                |
| Nigeria                      | Abuja                      | World Trade Center Abuja                              |                                                                                |
| Nigeria                      | Lagos                      | World Trade Center Lagos                              |                                                                                |
| Norwegen                     | Oslo                       | World Trade Center Oslo                               |                                                                                |
| Oman                         | Maskat                     | World Trade Center Maskat                             |                                                                                |
| Pakistan                     | Islamabad                  | World Trade Center Islamabad                          |                                                                                |
| Pakistan                     | Karatschi                  | World Trade Center Karatschi                          |                                                                                |
| Palästina                    | Ramallah                   | World Trade Center Ramallah                           |                                                                                |
| Panama                       | Colón                      | World Trade Center Colón                              |                                                                                |
| Panama                       | Panama-Stadt               | World Trade Center Panama                             |                                                                                |
| Paraguay                     | Asunción                   | World Trade Center Asunción                           |                                                                                |
| Peru                         | Lima                       | World Trade Center Lima                               |                                                                                |
| Philippinen                  | Pasay City                 | World Trade Center Metro Manila                       |                                                                                |
| Polen                        | Gdynia                     | World Trade Center Danzig                             |                                                                                |
| Polen                        | Posen                      | World Trade Center Posen                              |                                                                                |
| Polen                        | Warschau                   | World Trade Center Warschau                           |                                                                                |
| Puerto Rico                  | San Juan                   | World Trade Center San Juan                           |                                                                                |
| Rumänien                     | Bukarest                   | Bukarest World Trade Center                           |                                                                                |
| Rumänien                     | Constanța                  | World Trade Center Constanța                          |                                                                                |
| Rumänien                     | Iași                       | World Trade Center Iași                               |                                                                                |
| Russland                     | Jekaterinburg              | World Trade Center Jekaterinburg                      |                                                                                |
| Russland                     | Kasan                      | World Trade Center Kasan                              |                                                                                |
| Russland                     | Krasnodar                  | World Trade Center Krasnodar                          |                                                                                |
| Russland                     | Krasnojarsk                | World Trade Center Krasnojarsk                        |                                                                                |
| Russland                     | Moskau                     | World Trade Center Moskau                             |                                                                                |
| Russland                     | Nischni Nowgorod           | World Trade Center Nischni Nowgorod                   |                                                                                |
| Russland                     | Nowosibirsk                | World Trade Center Nowosibirsk                        |                                                                                |
| Russland                     | Rostow am Don              | World Trade Center Rostow am Don                      |                                                                                |
| Russland                     | St. Petersburg             | World Trade Center St. Petersburg                     |                                                                                |
| Russland                     | Tscheljabinsk              | World Trade Center Tscheljabinsk                      |                                                                                |
| San Marino                   | San Marino                 | World Trade Center San Marino                         |                                                                                |
| Saudi-Arabien                | Dschidda                   | World Trade Center Dschidda                           |                                                                                |
| Saudi-Arabien                | al-Chubar                  | World Trade Center al-Chubar                          |                                                                                |
| Saudi-Arabien                | Mekka                      | World Trade Center Mekka                              |                                                                                |
| Saudi-Arabien                | Riad                       | World Trade Center Riad                               |                                                                                |
| Schweden                     | Göteborg                   | World Trade Center Göteborg                           |                                                                                |
| Schweden                     | Helsingborg                | World Trade Center Helsingborg                        |                                                                                |
| Schweden                     | Karlskrona                 | World Trade Center Karlskrona                         |                                                                                |
| Schweden                     | Lund                       | World Trade Center Lund                               |                                                                                |
| Schweden                     | Stockholm                  | World Trade Center Stockholm                          |                                                                                |
| Schweden                     | Växjö                      | World Trade Center Växjö                              |                                                                                |
| Schweiz                      | Genf                       | World Trade Center Genf                               |                                                                                |
| Schweiz                      | Lausanne                   | World Trade Center Lausanne                           |                                                                                |
| Schweiz                      | Lugano                     | World Trade Center Lugano                             |                                                                                |
| Schweiz                      | Zürich                     | World Trade Center Zürich                             |                                                                                |
| Senegal                      | Dakar                      | World Trade Center Dakar                              |                                                                                |
| Serbien                      | Belgrad                    | World Trade Center Belgrad                            |                                                                                |
| Singapur                     | Singapur                   | HarbourFront Centre                                   | früher auch Singapure World Trade Centre                                       |
| Slowakei                     | Bratislava                 | World Trade Center Bratislava                         |                                                                                |
| Slowenien                    | Ljubljana                  | World Trade Center Ljubljana                          |                                                                                |
| Spanien                      | Barcelona                  | World Trade Center Barcelona                          |                                                                                |
| Spanien                      | Bilbao                     | World Trade Center Bilbao                             |                                                                                |
| Spanien                      | Córdoba                    | World Trade Center Córdoba                            |                                                                                |
| Spanien                      | Cornellà de Llobregat      | World Trade Center Almeda Park                        |                                                                                |
| Spanien                      | Girona                     | World Trade Center Girona                             |                                                                                |
| Spanien                      | Igualada                   | World Trade Center Igualada                           |                                                                                |
| Spanien                      | Las Palmas de Gran Canaria | World Trade Center Las Palmas                         |                                                                                |
| Spanien                      | Lleida                     | World Trade Center Lleida                             |                                                                                |
| Spanien                      | Madrid                     | World Trade Center Madrid                             |                                                                                |
| Spanien                      | Ourense                    | World Trade Center Ourense                            |                                                                                |
| Spanien                      | Santander                  | World Trade Center Santander                          |                                                                                |
| Spanien                      | Saragossa                  | World Trade Center Saragossa                          |                                                                                |
| Spanien                      | Sevilla                    | World Trade Center Sevilla                            |                                                                                |
| Spanien                      | Valencia                   | World Trade Center Valencia                           |                                                                                |
| Spanien                      | Vigo                       | World Trade Center Vigo                               |                                                                                |
| Sri Lanka                    | Colombo                    | World Trade Center Colombo                            | höchste Gebäude Sri Lankas                                                     |
| Südafrika                    | Johannesburg               | World Trade Center Johannesburg                       |                                                                                |
| Südafrika                    | Kapstadt                   | World Trade Center Kapstadt                           |                                                                                |
| Südkorea                     | Daejeon                    | World Trade Center Daejeon                            |                                                                                |
| Südkorea                     | Seoul                      | World Trade Center Seoul                              |                                                                                |
| Südkorea                     | Suwon                      | World Trade Center Suwon                              |                                                                                |
| Syrien                       | Aleppo                     | World Trade Center Aleppo                             |                                                                                |
| Syrien                       | Damaskus                   | World Trade Center Damaskus                           |                                                                                |
| Tschechien                   | Pilsen                     | World Trade Center Pilsen                             |                                                                                |
| Türkei                       | Ankara                     | Ankara World Trade Center                             |                                                                                |
| Türkei                       | Istanbul                   | World Trade Center Istanbul                           |                                                                                |
| Ukraine                      | Kiew                       | World Trade Center Kiew                               |                                                                                |
| Ungarn                       | Budapest                   | World Trade Center Budapest                           |                                                                                |
| Uruguay                      | Montevideo                 | World Trade Center Montevideo                         |                                                                                |
| Venezuela                    | Barquisimeto               | World Trade Center Barquisimeto                       |                                                                                |
| Venezuela                    | Caracas                    | World Trade Center Caracas                            |                                                                                |
| Venezuela                    | Maracaibo                  | World Trade Center Maracaibo                          |                                                                                |
| Venezuela                    | Puerto la Cruz             | World Trade Center Puerto La Cruz                     |                                                                                |
| Venezuela                    | Puerto Ordaz               | World Trade Center Puerto Ordaz                       |                                                                                |
| Venezuela                    | Valencia                   | World Trade Center Valencia                           |                                                                                |
| Vereinigte Arabische Emirate | Abu Dhabi                  | World Trade Center Abu Dhabi                          |                                                                                |
| Vereinigte Arabische Emirate | Adschman                   | World Trade Center Adschman                           |                                                                                |
| Vereinigte Arabische Emirate | Dubai                      | Dubai World Trade Centre                              |                                                                                |
| Vereinigte Arabische Emirate | Ra’s al-Chaima             | World Trade Center Ra's al-Chaima                     |                                                                                |
| Vereinigte Arabische Emirate | Schardscha                 | World Trade Center Schardscha                         |                                                                                |
| Vereinigte Staaten           | Albany                     | Capital Region World Trade Center                     |                                                                                |
| Vereinigte Staaten           | Anchorage                  | World Trade Center Alaska                             |                                                                                |
| Vereinigte Staaten           | Atlanta                    | SunTrust Plaza                                        | dient unter anderem als World Trade Center                                     |
| Vereinigte Staaten           | Baltimore                  | World Trade Center Baltimore                          |                                                                                |
| Vereinigte Staaten           | Boston                     | Seaport Hotel and Seaport World Trade Center          |                                                                                |
| Vereinigte Staaten           | Buffalo                    | World Trade Center Buffalo                            |                                                                                |
| Vereinigte Staaten           | Chicago                    | Chicago World Trade Center                            |                                                                                |
| Vereinigte Staaten           | Cleveland                  | World Trade Center Cleveland                          |                                                                                |
| Vereinigte Staaten           | Dallas                     | World Trade Center Dallas                             |                                                                                |
| Vereinigte Staaten           | Dallas                     | World Trade Center Dallas/Fort Worth                  |                                                                                |
| Vereinigte Staaten           | Denver                     | Denver World Trade Center                             |                                                                                |
| Vereinigte Staaten           | Detroit                    | World Trade Center Detroit/Windsor                    |                                                                                |
| Vereinigte Staaten           | Dulles Airport             | World Trade Center Dulles Airport                     |                                                                                |
| Vereinigte Staaten           | Fort Lauderdale            | World Trade Center Fort Lauderdale                    |                                                                                |
| Vereinigte Staaten           | Harrisburg                 | World Trade Center Harrisburg                         |                                                                                |
| Vereinigte Staaten           | Harrison                   | World Trade Center Harrison                           |                                                                                |
| Vereinigte Staaten           | Honolulu                   | World Trade Center Honolulu                           |                                                                                |
| Vereinigte Staaten           | Houston                    | World Trade Center Houston                            |                                                                                |
| Vereinigte Staaten           | Jackson                    | World Trade Center Jackson                            |                                                                                |
| Vereinigte Staaten           | Kansas City                | World Trade Center Kansas City                        |                                                                                |
| Vereinigte Staaten           | Kingsport                  | World Trade Center Kingsport                          |                                                                                |
| Vereinigte Staaten           | Las Vegas                  | World Trade Center Las Vegas                          |                                                                                |
| Vereinigte Staaten           | Lexington                  | World Trade Center Lexington                          |                                                                                |
| Vereinigte Staaten           | Long Beach                 | World Trade Center Long Beach                         | höchstes Gebäude in Long Beach                                                 |
| Vereinigte Staaten           | Los Angeles                | World Trade Center Los Angeles                        |                                                                                |
| Vereinigte Staaten           | McAllen                    | World Trade Center McAllen                            |                                                                                |
| Vereinigte Staaten           | Memphis                    | World Trade Center Memphis                            |                                                                                |
| Vereinigte Staaten           | Miami                      | World Trade Center Miami                              |                                                                                |
| Vereinigte Staaten           | Milwaukee                  | World Trade Center Milwaukee                          |                                                                                |
| Vereinigte Staaten           | Missoula                   | World Trade Center Missoula                           |                                                                                |
| Vereinigte Staaten           | New Orleans                | World Trade Center New Orleans                        |                                                                                |
| Vereinigte Staaten           | New York City              | World Trade Center New York City                      | ersetzt das 2001 zerstörte alte World Trade Center                             |
| Vereinigte Staaten           | New York City              | World Trade Center at the Hall of Nations             | abgerissen                                                                     |
| Vereinigte Staaten           | Newark                     | World Trade Center Newark                             |                                                                                |
| Vereinigte Staaten           | Norfolk                    | World Trade Center Norfolk                            |                                                                                |
| Vereinigte Staaten           | Orlando                    | World Trade Center Orlando                            |                                                                                |
| Vereinigte Staaten           | Oxnard                     | World Trade Center Oxnard                             |                                                                                |
| Vereinigte Staaten           | Palm Beach                 | World Trade Center Palm Beach                         |                                                                                |
| Vereinigte Staaten           | Philadelphia               | World Trade Square                                    | in Planung                                                                     |
| Vereinigte Staaten           | Pittsburgh                 | World Trade Center Pittsburgh                         |                                                                                |
| Vereinigte Staaten           | Portland                   | World Trade Center Portland                           |                                                                                |
| Vereinigte Staaten           | Providence                 | World Trade Center Providence                         |                                                                                |
| Vereinigte Staaten           | Richmond                   | World Trade Center Richmond                           |                                                                                |
| Vereinigte Staaten           | Rogers                     | Arkansas World Trade Center                           |                                                                                |
| Vereinigte Staaten           | Sacramento                 | World Trade Center Northern California                |                                                                                |
| Vereinigte Staaten           | Salt Lake City             | World Trade Center Utah                               |                                                                                |
| Vereinigte Staaten           | San Antonio                | World Trade Center San Antonio                        |                                                                                |
| Vereinigte Staaten           | San Diego                  | World Trade Center San Diego                          |                                                                                |
| Vereinigte Staaten           | Savannah                   | World Trade Center Savannah                           |                                                                                |
| Vereinigte Staaten           | Seattle                    | World Trade Center Seattle                            |                                                                                |
| Vereinigte Staaten           | St. Louis                  | World Trade Center St. Louis                          |                                                                                |
| Vereinigte Staaten           | St. Paul                   | Wells Fargo Place                                     | ehemals Minnesota World Trade Center                                           |
| Vereinigte Staaten           | Tacoma                     | World Trade Center Tacoma                             |                                                                                |
| Vereinigte Staaten           | Tampa                      | World Trade Center Tampa                              |                                                                                |
| Vereinigte Staaten           | Washington, D.C.           | Ronald Reagan Building and International Trade Center |                                                                                |
| Vereinigte Staaten           | Wichita                    | Kansas World Trade Center                             |                                                                                |
| Vereinigte Staaten           | Wilmington                 | World Trade Center Wilmington                         |                                                                                |
| Vietnam                      | Danang                     | World Trade Center Danang                             |                                                                                |
| Vietnam                      | Hanoi                      | World Trade Center Hanoi                              |                                                                                |
| Vietnam                      | Ho-Chi-Minh-Stadt          | World Trade Center Ho Chi Minh                        |                                                                                |
| Zypern                       | Limassol                   | World Trade Center Zypern                             |                                                                                |